# Karhusaari (ö i Finland, Södra Savolax, Pieksämäki)
Karhusaari är en ö i Finland. Den ligger i sjön Sorsavesi och i kommunen Pieksämäki i den ekonomiska regionen  Pieksämäki ekonomiska region  och landskapet Södra Savolax, i den centrala delen av landet, 290 km nordost om huvudstaden Helsingfors. Öns area är 1,4 hektar och dess största längd är 260 meter i sydöst-nordvästlig riktning.